# 女生素舍
《女生素舍》（Veggie in da house）是香港電視廣播有限公司拍攝製作的飲食節目，由葉靖儀、伍倩彤、潘祖兒擔任主持。本節目於香港時間2023年4月10日起逢星期一至五晚8:30在J2播出，並於myTV SUPER提供節目重溫（集數上傳7天後會刪除）。

## 外部連結
- 女生素舍  - tvb.com （页面存档备份，存于）